# Lektorsdubbning
Lektorsdubbning, eller voice-over är en teknik för att översätta filmer, föredrag eller dylikt ljudmaterial till ett annat språk än den var producerad på. Den ursprungliga dialogen tonas ner och en översättning av dialogen läses sedan upp ovanpå denna. I motsats till dubbning, är det inte brukligt att uppläsaren lever sig in i texten, utan översättningen levereras med neutral röst. Olika länder har utvecklat olika konventioner för den här formen av medieöversättning, med ibland upp till fyra uppläsare. Det vanligaste är dock att en person läser upp hela översättningen.

## I Sverige
I Sverige används lektorsdubbning framför allt i radiointervjuer och ibland även i barnprogram, som ett billigare alternativ till dubbning.

## I Europa
Lektorsdubbning förekommer framför allt i de östliga delarna av Europa, såsom Polen, Ukraina, Litauen Lettland och Ryssland.